# Tombes de la culture Dilmun

Carte des tumulus

Les tombes de la culture Dilmun sont un ensemble de tumulus édifiés au Bahreïn au début de l'Âge du bronze, relevant de la culture du pays appelé Dilmun. Cet ensemble funéraire a été inscrit au Patrimoine mondial de l'Unesco en 2019.

## Situation
Les tombes de la culture Dilmun sont réparties sur 21 sites localisés principalement dans la partie nord de Bahreïn.

## Historique
La première campagne de fouilles a été menée vers la fin du XVIIIe siècle. Des fouilles des tumulus d'A'ali ont été conduites à la fin du XIXe siècle par l'officier britannique Edward Law Durand.

## Chronologie
Ces sépultures sont un témoignage matériel du Dilmun ancien, daté du début du IIe millénaire av. J.-C., époque durant laquelle le territoire de Bahreïn devient un « carrefour commercial ». Les sépultures ont été érigées entre 2050 et 1750 av. J.-C.,. Cette période est associée à « une tradition d’inhumation complexe appliquée à l’ensemble de la population ».

## Description
Six des 21 sites se présentent comme des nécropoles. Elles sont chacune composées de quelques dizaines à plusieurs milliers de tumulus et comptent un total de 11 774 sépultures. Ces tumulus, lors de leur construction, avaient l'aspect de tours cylindriques basses. L'une des six nécropoles, celle d'A'ali, possède un statut de cimetière royal, lequel fut fondé par une dynastie amorrite.
Les quinze autres sites archéologiques comportent un total de 17 tombes royales. Les tombes royales se présentent comme des tours sépulcrales à deux étages.

### Tombes de type précoce
Pour Peter Bruce Cornwall, les tombes de type précoce sont des « tumulus de pierres petits et compacts »,. La base des tumulus de type précoce mesure environ 2,50 m de diamètre. Leur hauteur ne dépasse généralement pas 1,50 m.

### Tombes de type tardif
Pour Cornwall, les tombes de type tardif sont des tumulus « plus grands que ceux de type précoce et recouverts de gravats »,.

## Mobilier funéraire
La majeure partie des sépultures ont été victimes de pillages au cours de l'Antiquité. Le mobilier funéraire mis au jour lors des fouilles consiste en des céramiques, certaines de conception locale et d'autres importées, des artéfacts en cuivre et en bronze, des sceaux, des pièces de vaisselle en stéatite et en chlorite, des objets en ivoire, des paniers badigeonnés de bitume, ainsi que des perles et des artéfacts faits de coquillages. Des restes d'animaux et des restes humains ont aussi été mis au jour.

## Protection
La densité, le nombre et les caractéristiques architecturales des tombes de la culture Dilmun ont été parmi les critères retenus pour leur inscription au Patrimoine mondial en 2019 par l'Unesco.

## Galerie

Tumulus et tombes royales de la culture Dilmun
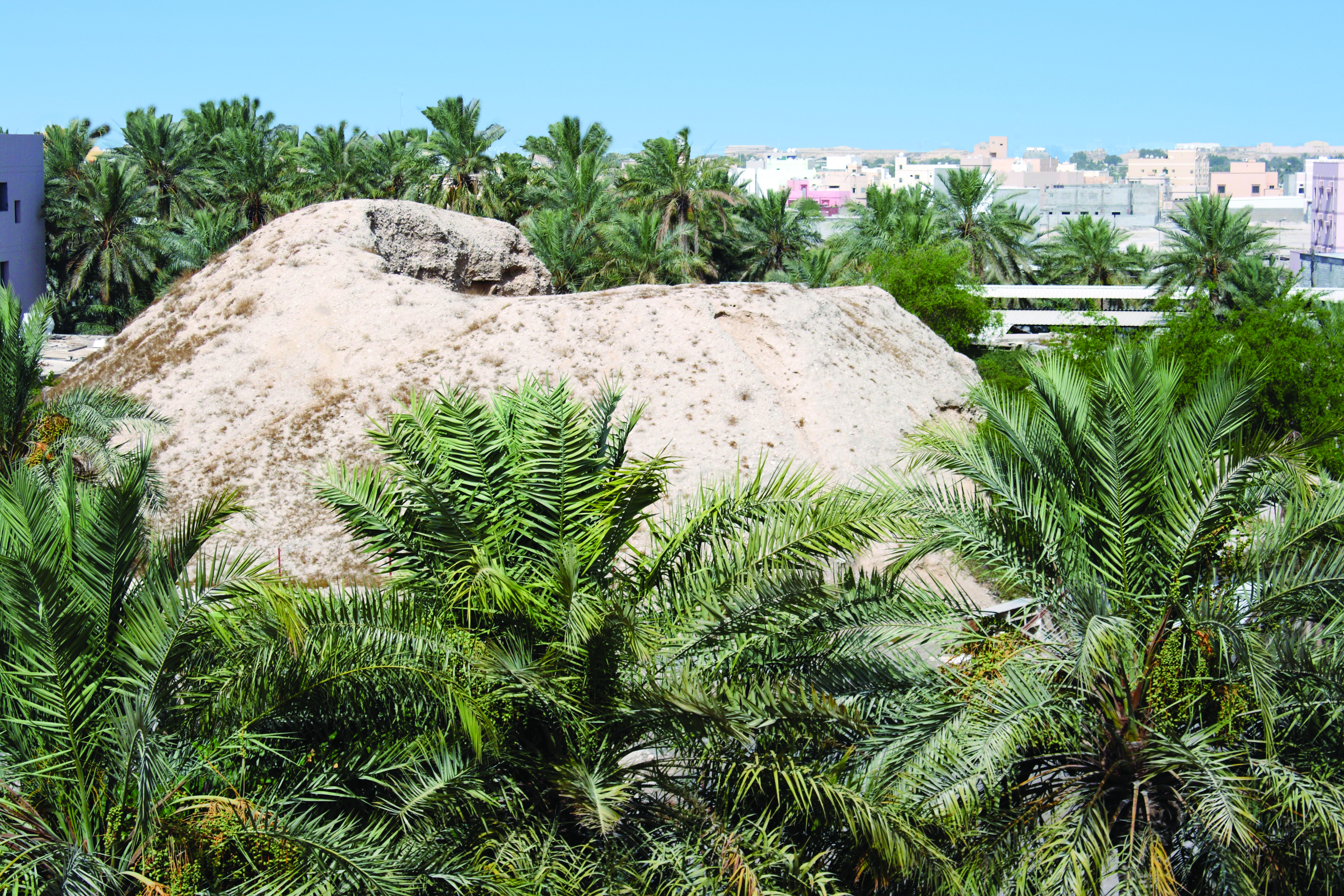
Tombe royale 1
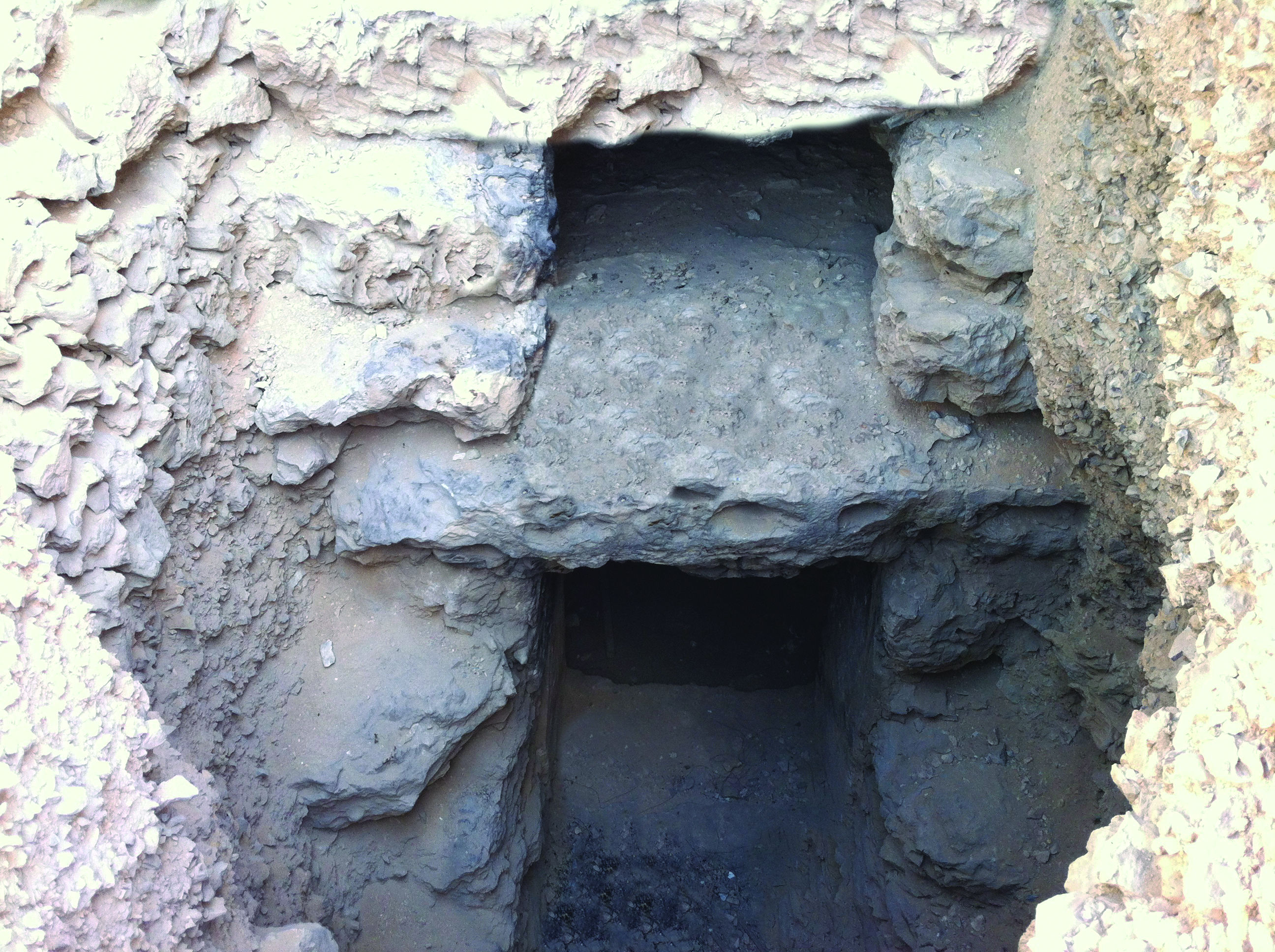
Tombe royale 11
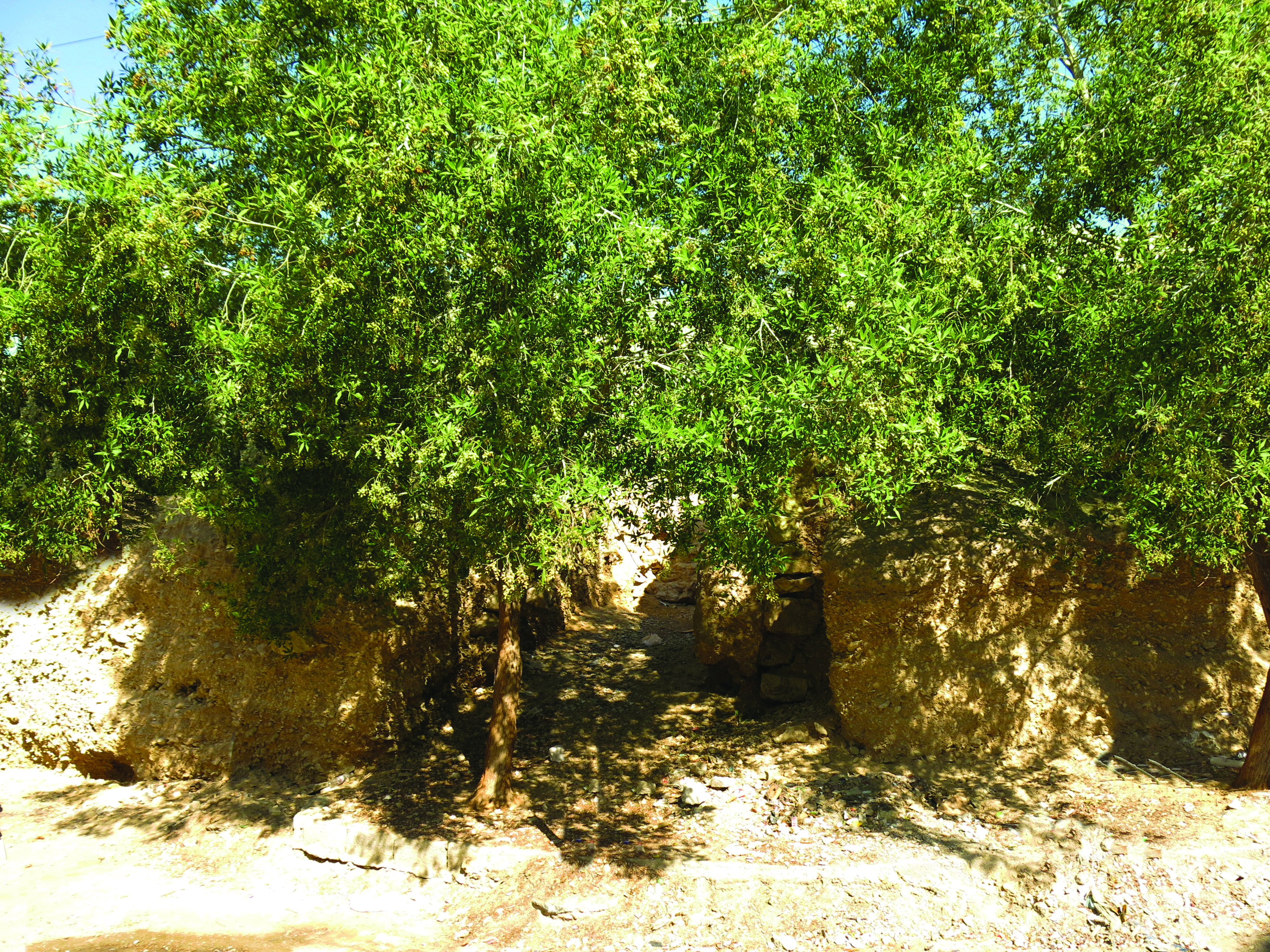
Entrée et chambre de la tombe royale 17, vue du nord-est
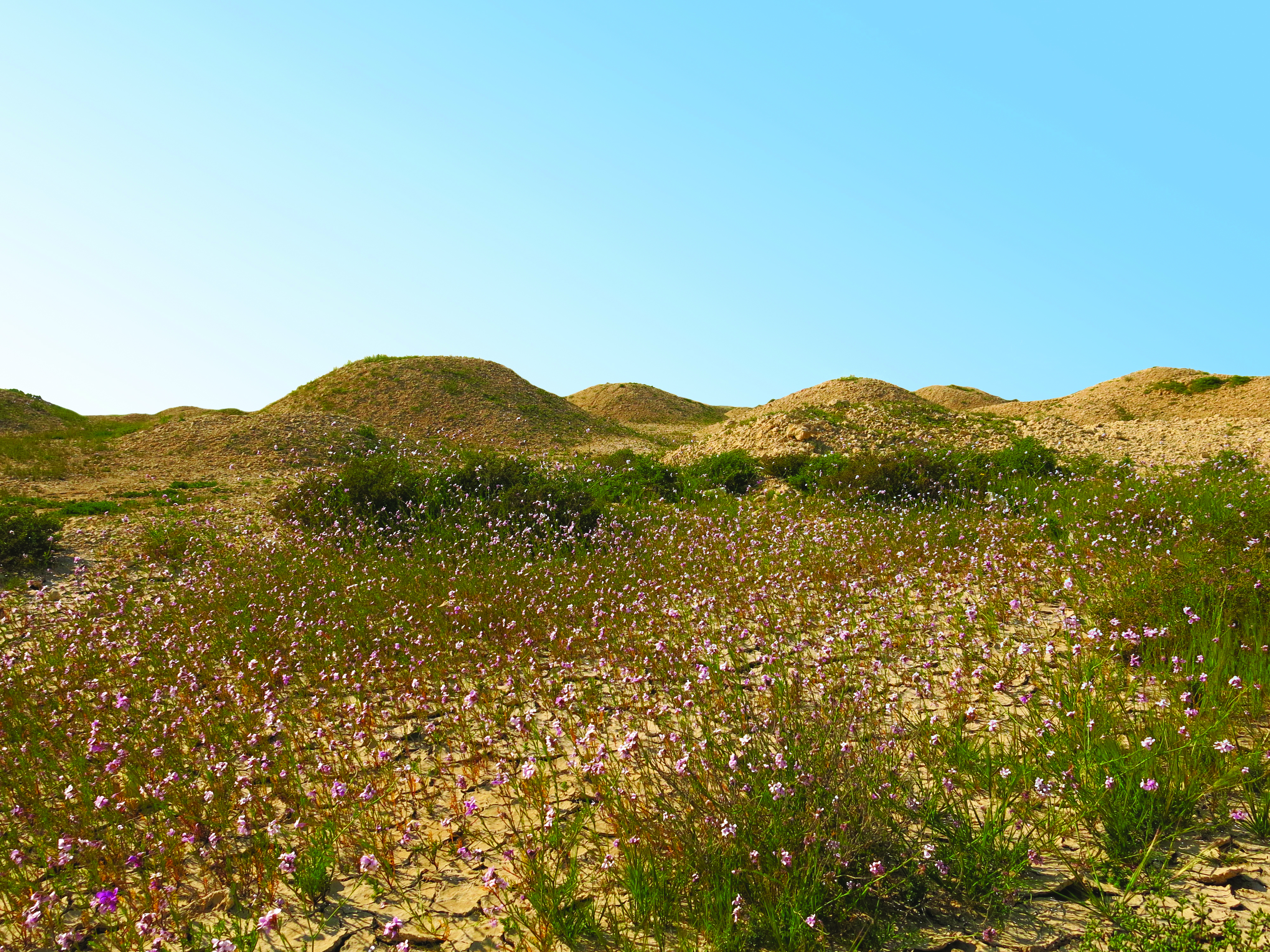
Tumulus de la nécropole Madinat Hamad 1
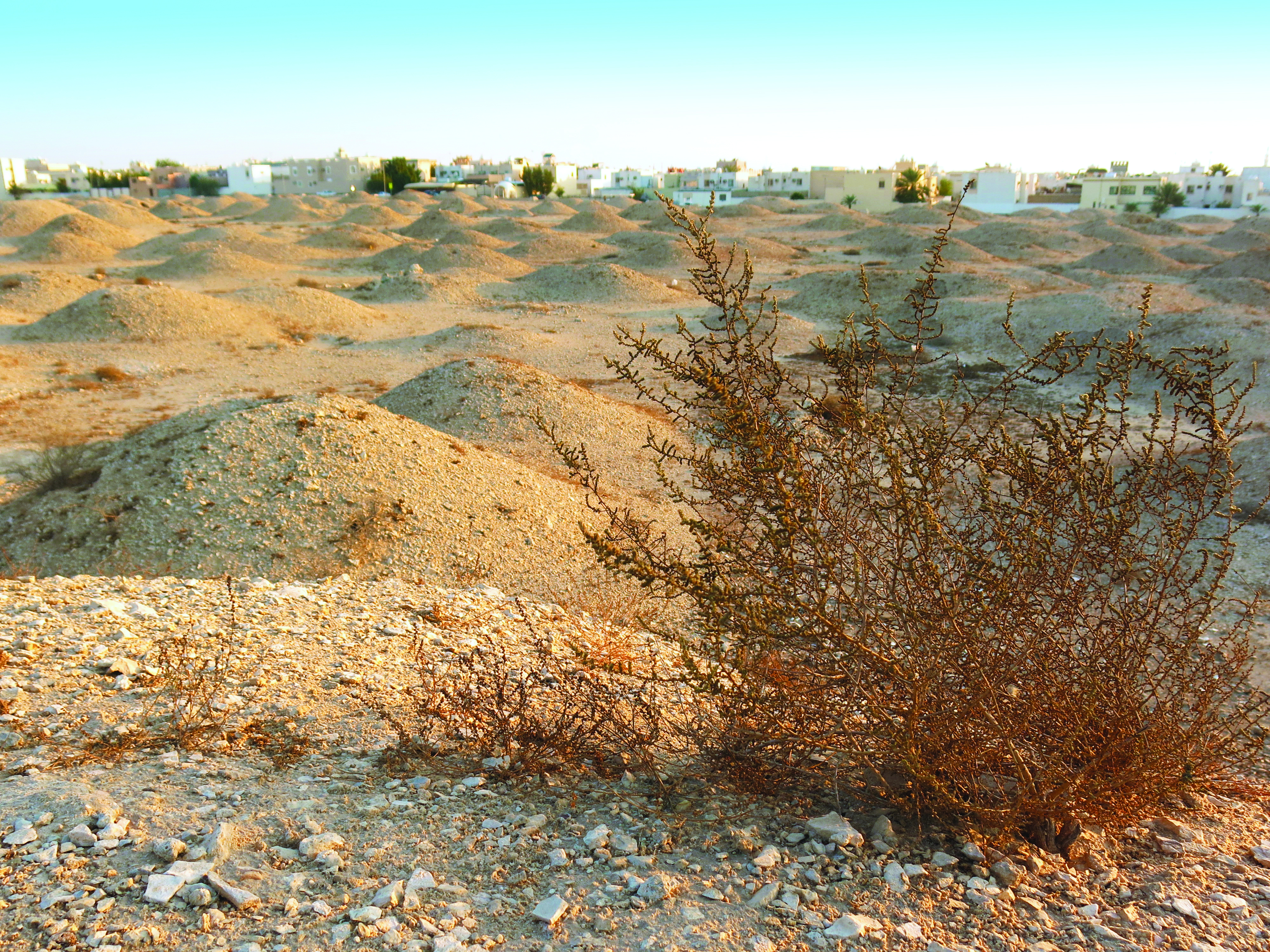
Nécropole Madinat Hamad 1, vue du sud-ouest
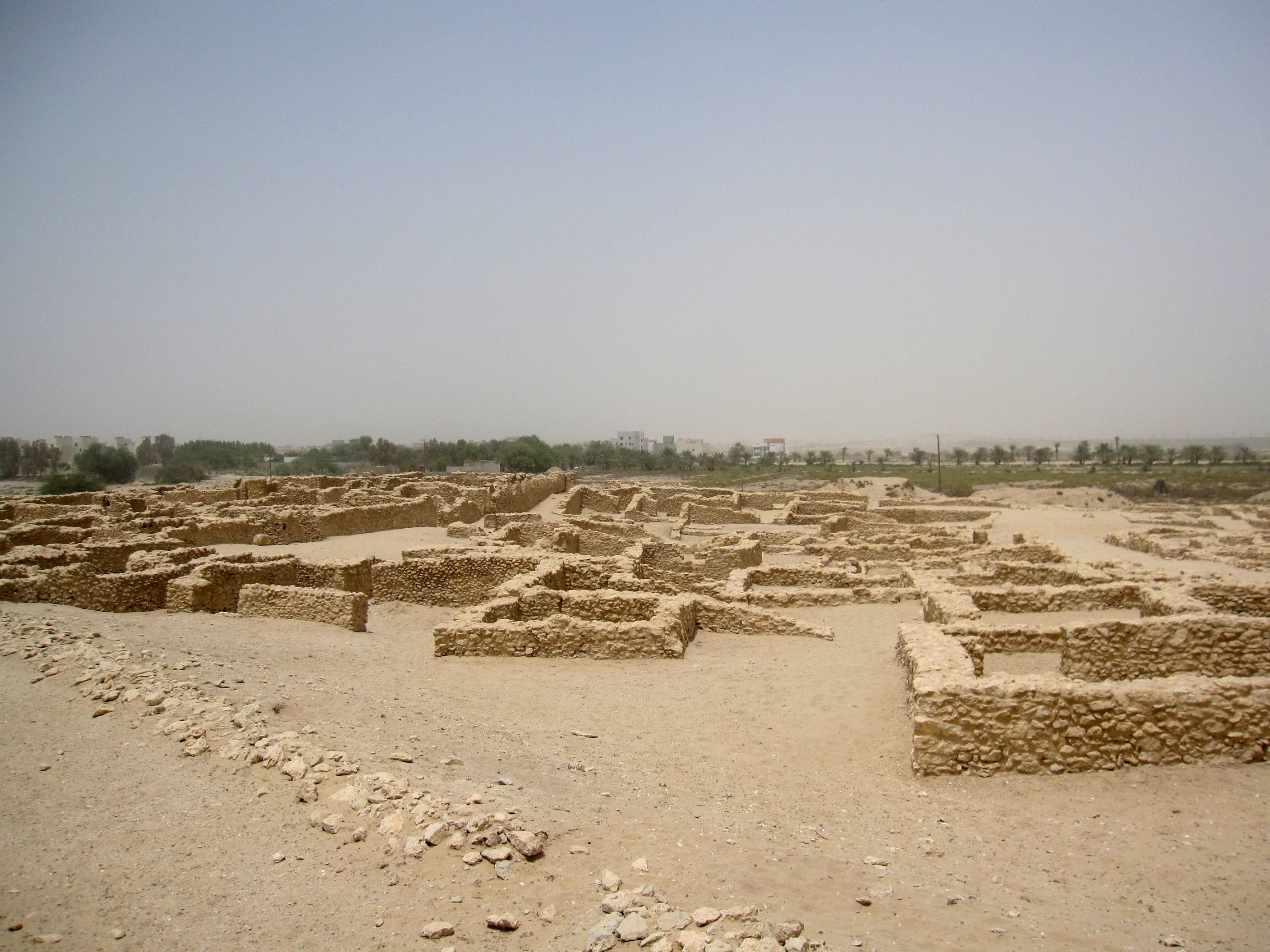

## Inventaire
| Inventaire               | Nom du site                                     | Localisation                                   | Coordonnées du site                | Type                        | Nombre de sépultures | Surface du bien patrimonial | Surface de zone tampon |
| ------------------------ | ----------------------------------------------- | ---------------------------------------------- | ---------------------------------- | --------------------------- | -------------------- | --------------------------- | ---------------------- |
| Site archéologique no 1  | Nécropole de Madinat Hamad 1                    | Gouvernorat septentrional Buri (en)            | 26° 08′ 24,99″ N, 50° 30′ 11″ E    | Sépultures d'époque tardive | 754                  | 12,19 ha                    |                        |
| Site archéologique no 2  | Nécropole Est d'A'ali                           | Gouvernorats septentrional et méridional A'ali | 26° 08′ 58,98″ N, 50° 30′ 46″ E    |                             | 4 669                | 59,38 ha                    |                        |
| Site archéologique no 3  | Nécropole ouest d'A'ali                         | Gouvernorat septentrional                      | 26° 08′ 45,98″ N, 50° 30′ 28″ E    |                             | 723                  | 22,14 ha                    |                        |
| Site archéologique no 4  | Tombe royale individuelle 1                     | Gouvernorat septentrional                      | 26° 09′ 33,99″ N, 50° 30′ 50″ E    |                             |                      | 0,12 ha                     |                        |
| Site archéologique no 5  | Tombe royale individuelle 2                     | Gouvernorat septentrional                      | 26° 09′ 35,98″ N, 50° 30′ 54″ E    |                             |                      | 0,13 ha                     |                        |
| Site archéologique no 6  | Tombe royale individuelle 3                     | Gouvernorat septentrional                      | 26° 09′ 32″ N, 50° 30′ 54″ E       |                             |                      | 0,04 ha                     |                        |
| Site archéologique no 7  | Tombe royale individuelle 4                     | Gouvernorat septentrional                      | 26° 09′ 33″ N, 50° 30′ 52,98″ E    |                             |                      | 0,11 ha                     |                        |
| Site archéologique no 8  | Tombe royale individuelle 5                     | Gouvernorat septentrional                      | 26° 09′ 29,99″ N, 50° 30′ 51,99″ E |                             |                      | 0,16 ha                     |                        |
| Site archéologique no 9  | Tombe royale individuelle 6                     | Gouvernorat septentrional                      | 26° 09′ 30,98″ N, 50° 30′ 55″ E    |                             |                      | 0,13 ha                     |                        |
| Site archéologique no 10 | Tombe royale individuelle 7                     | Gouvernorat septentrional                      | 26° 09′ 37″ N, 50° 30′ 57,98″ E    |                             |                      | 0,06 ha                     |                        |
| Site archéologique no 11 | Tombe royale individuelle 8                     | Gouvernorat septentrional                      | 26° 09′ 38″ N, 50° 31′ 01″ E       |                             |                      | 0,12 ha                     |                        |
| Site archéologique no 12 | Tombe royale individuelle 9                     | Gouvernorat septentrional                      | 26° 09′ 32″ N, 50° 31′ 00″ E       |                             |                      | 0,08 ha                     |                        |
| Site archéologique no 13 | Tombe royale individuelle 10                    | Gouvernorat septentrional                      | 26° 09′ 39,98″ N, 50° 31′ 05″ E    |                             |                      | 0,12 ha                     |                        |
| Site archéologique no 14 | Paires de tombes royales individuelles 11 et 12 | Gouvernorat septentrional                      | 26° 09′ 27,1″ N, 50° 30′ 52,49″ E  |                             | 2                    | 0,10 ha                     |                        |
| Site archéologique no 15 | Paires de tombes royales individuelles 13 et 14 | Gouvernorat septentrional                      | 26° 09′ 27,38″ N, 50° 30′ 53,88″ E |                             | 2                    | 0,15 ha                     |                        |
| Site archéologique no 16 | Tombe royale individuelle 15                    | Gouvernorat septentrional                      | 26° 09′ 24″ N, 50° 30′ 52,98″ E    |                             |                      | 0,05 ha                     |                        |
| Site archéologique no 17 | Tombe royale individuelle 16                    | Gouvernorat septentrional                      | 26° 09′ 23″ N, 50° 30′ 52,98″ E    |                             |                      | 0,04 ha                     |                        |
| Site archéologique no 18 | Tombe royale individuelle 17                    | Gouvernorat septentrional                      | 26° 09′ 27,88″ N, 50° 31′ 07,6″ E  |                             |                      | 0,07 ha                     | Total : 191,88 ha      |
| Site archéologique no 19 | Nécropole de Madinat Hamad 2                    | Gouvernorat septentrional Karzakkan            | 26° 07′ 15,99″ N, 50° 29′ 56,99″ E |                             | 4 262                | 51,7 ha                     | 95,75 ha               |
| Site archéologique no 20 | Nécropole de Madinat Hamad 3                    | Gouvernorat septentrional Dar Kulayb           | 26° 04′ 30″ N, 50° 30′ 20″ E       |                             | 1 331                | 19,62 ha                    | 67,15 ha               |
| Site archéologique no 21 | Nécropole de Janabiyah                          | Gouvernorat septentrional Janabiyah            | 26° 10′ 49″ N, 50° 28′ 24″ E       |                             | 18                   | 1,94 ha                     | 29,08 ha               |